# Bersac-sur-Rivalier
Bersac-sur-Rivalier ist eine Gemeinde in Frankreich. Sie gehört zur Region Nouvelle-Aquitaine, zum Département Haute-Vienne, zum Arrondissement Limoges und zum Kanton Ambazac. Die Bewohner nennen sich Bersacois.

## Lage
Die Gemeinde liegt am namengebenden Fluss Rivalier, der an der nördlichen Gemeindegrenze in den Ardour mündet.
Sie grenzt im Norden an Folles, im Osten an Laurière und Saint-Sulpice-Laurière, im Süden an Saint-Léger-la-Montagne, im Südwesten an Razès und im Westen an Bessines-sur-Gartempe. Die Bewohner nennen sich Bersacois.

## Bevölkerungsentwicklung
| Jahr      | 1962 | 1968 | 1975 | 1982 | 1990 | 1999 | 2008 | 2018 |
| --------- | ---- | ---- | ---- | ---- | ---- | ---- | ---- | ---- |
| Einwohner | 1040 | 955  | 774  | 731  | 586  | 631  | 619  | 643  |

## Verkehr
Bersac liegt an der Bahnstrecke Les Aubrais-Orléans–Montauban-Ville-Bourbon und wird im Regionalverkehr mit TER-Zügen bedient.

## Sehenswürdigkeiten
- Eisenbahnviadukt Rocherolles über dem Fluss Gartempe
- Kirche Nativité-de-la-Très-Sainte-Vierge, Monument historique
- Schloss Chambon

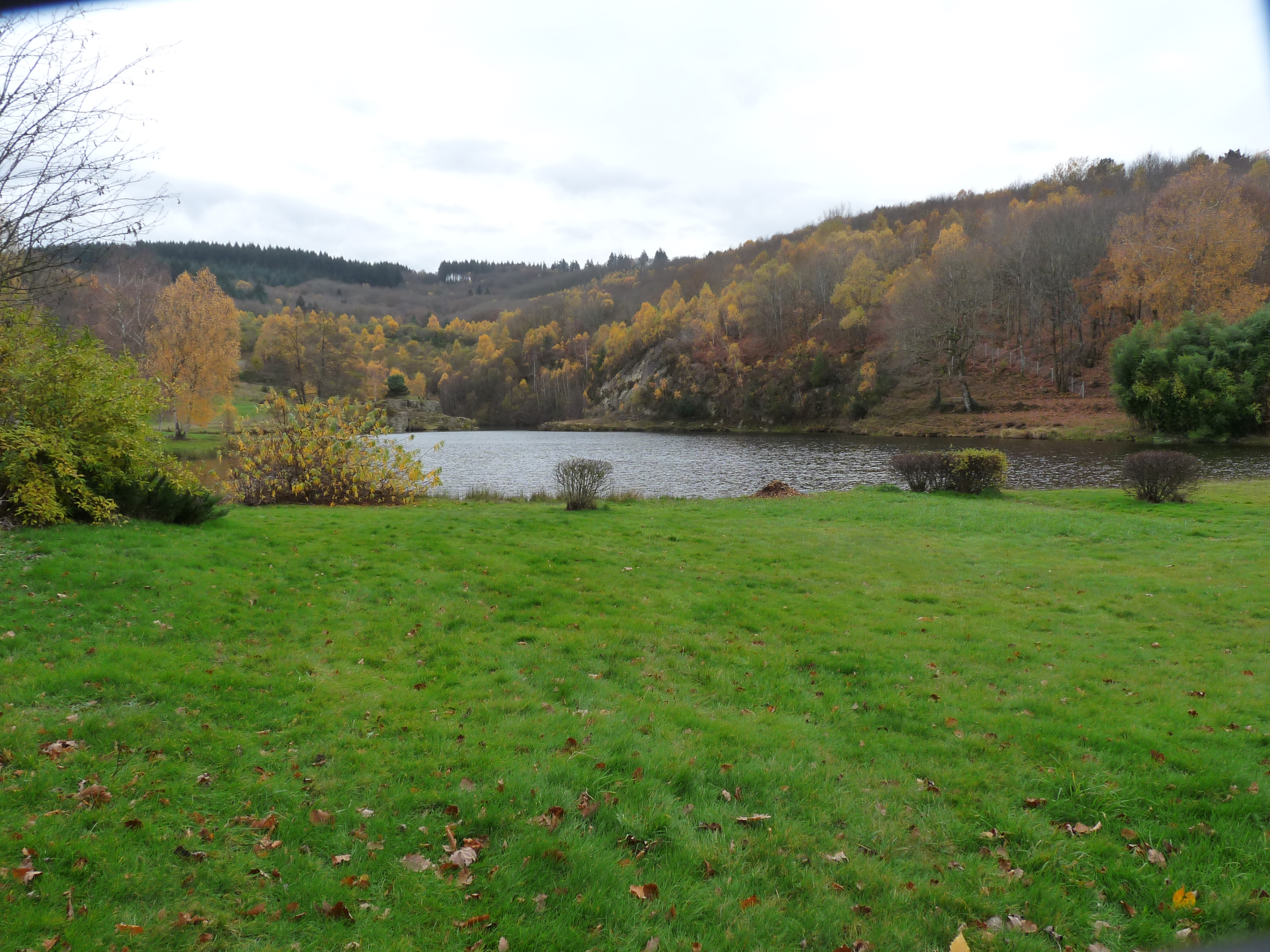
Lac du Puy de l’Age
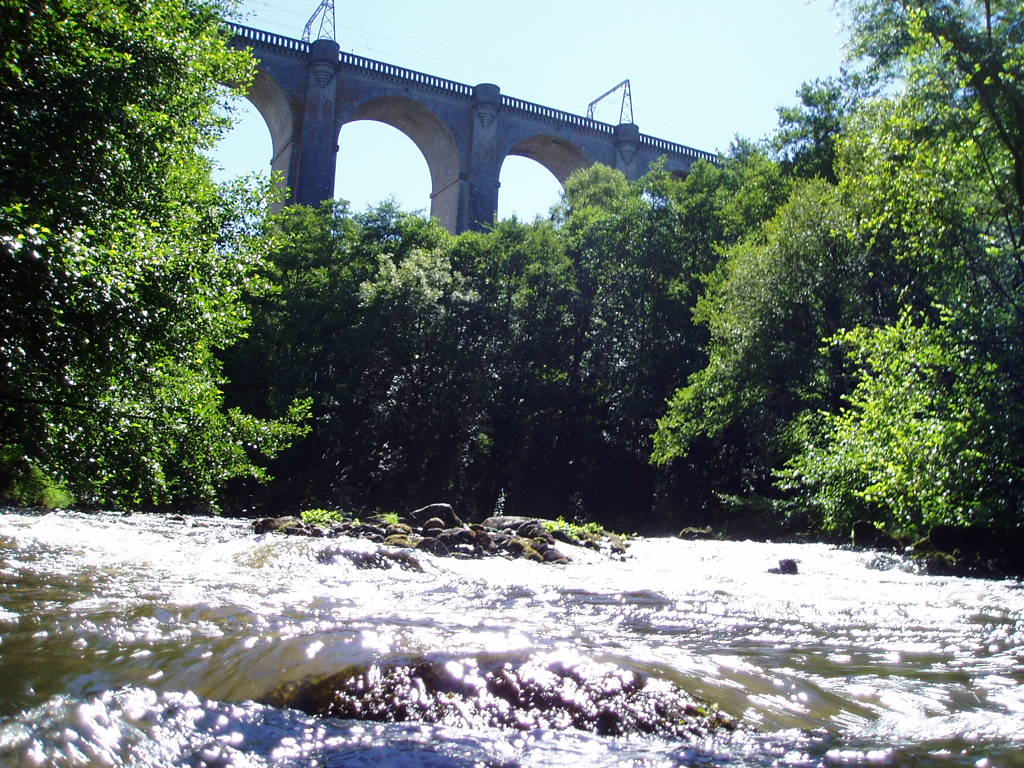
Eisenbahnviadukt Rocherolles
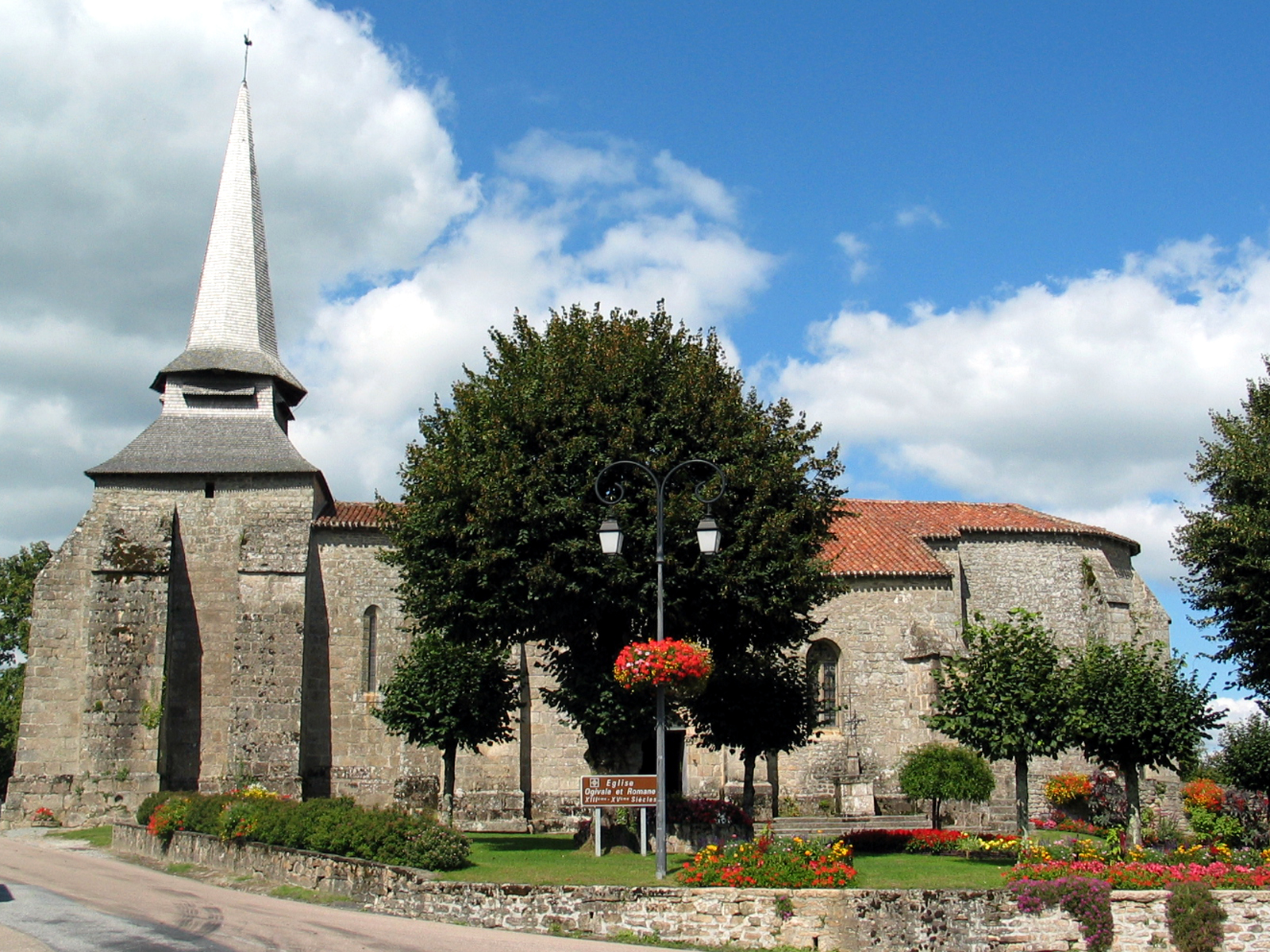
Kirche Nativité-de-la-Très-Sainte-Vierge
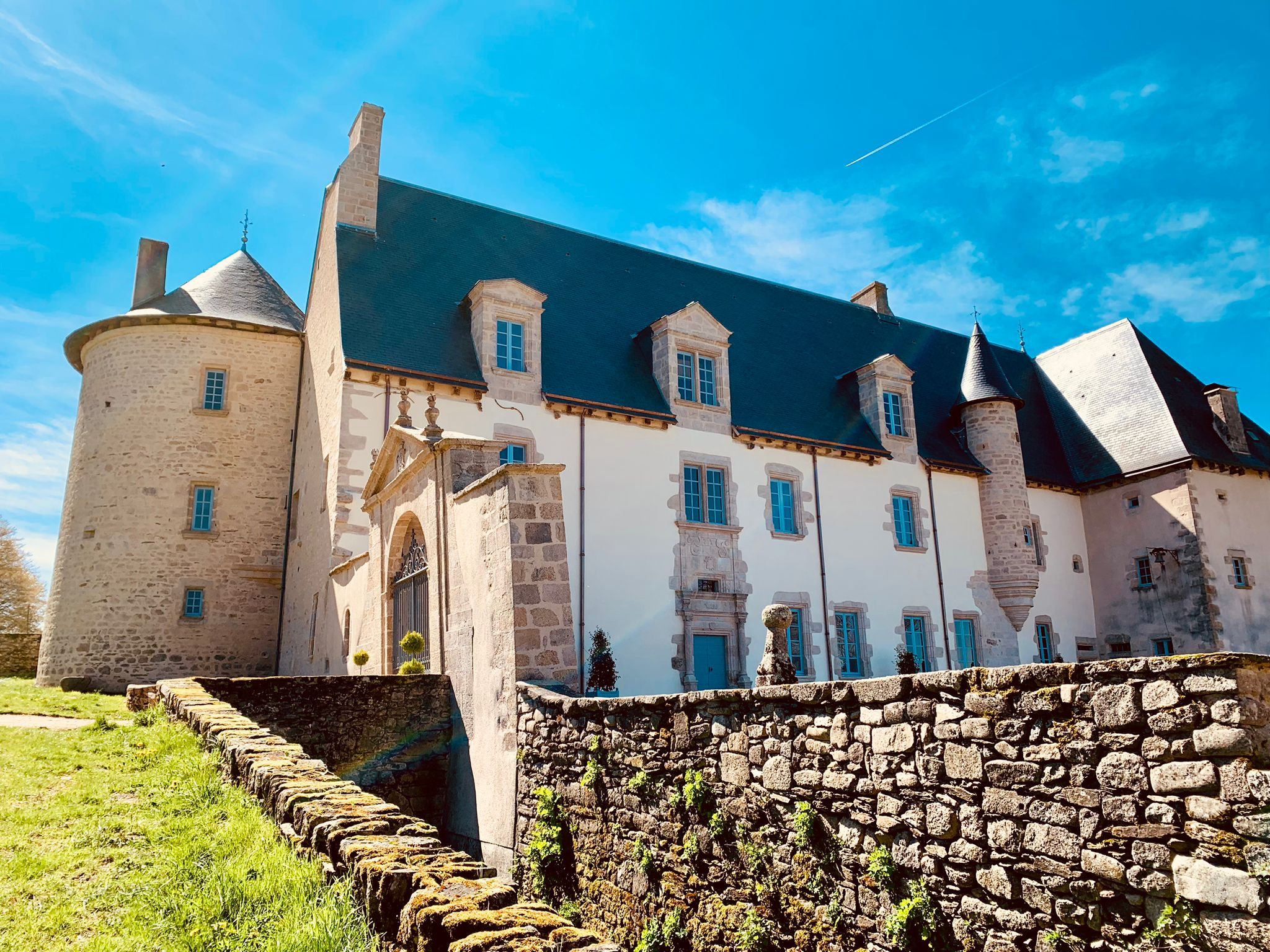
Schloss Chambon